# 第14257號行政命令
第14257號行政命令，標題為《透過對等關稅調整貿易行為以糾正導致美國商品貿易長期巨額逆差的問題》，亦即「解放日關稅」（英語：Liberation Day tariffs），是一項由美國總統當勞·特朗普於2025年4月2日於白宮玫瑰園簽署的行政命令，為川普第二屆任期關稅的一部分。該命令概述了廣泛的全球關稅政策，他將其形容為美國的「經濟獨立宣言」。
川普指出這是一項全面性的貿易政策改革，將大幅改變美國與全球貿易夥伴的經濟關係。這也代表川普承諾的「對等關稅」（英語：Reciprocal Tariff）策略達到頂峰，他曾形容這是糾正數十年來對美國製造商及工人不利的不公平貿易關係所必需的。特朗普更將4月2日命名為「解放日」（Liberation Day），並稱之為「美國歷史上最重要的日子之一」。

## 背景
特朗普宣佈實施「解放日關稅」之前，其自2025年1月展開第二次總統任期後，已實施多項關稅政策，包括對進口鋼鐵及鋁材徵稅，並針對中華人民共和國、加拿大和墨西哥施加特定關稅。此外，政府亦公佈計劃自2025年4月3日午夜起，對進口汽車及汽車零部件徵收25%關稅。據德意志銀行研究部指出，這些政策已將美國的平均關稅稅率推高至約12%，創下自二戰以來的最高紀錄。

## 關稅宣佈
2025年4月2日，美國總統特朗普在白宮玫瑰園發表演說，正式將4月2日定為「解放日」，並形容當天的宣佈是「美國歷史上最重要的日子之一」，同時也是「美國的經濟獨立宣言」。特朗普公佈一項全新的雙層關稅制度：第一層為10%的基準關稅，適用於所有進口商品，但加拿大和墨西哥例外；第二層則針對約60個國家，基於美國政府認為的不公平貿易行為，徵收額外的「對等關稅」（英語：Reciprocal Tariff）。基準10%的關稅將於美國東部時間2025年4月5日0時01分生效，而針對特定國家的額外關稅則將於4月9日0時01分起實施。
為應對所謂「美國龐大且持續的貿易逆差」，特朗普宣佈進入國家緊急狀態，並引用《國際緊急經濟權力法》（IEEPA）賦權，實施10%的全面進口關稅，並於4月5日正式生效。此外，他亦公佈約60個國家的進口貨品將面臨更高關稅，自4月9日起適用。白宮表示，這些新關稅將與現行針對中華人民共和國的關稅政策並行，令4月9日之後，中華人民共和國商品的有效關稅總額將達到54%。
新關稅將影響超過100個貿易夥伴，但部分商品將獲得豁免，包括鋼鐵、鋁材、汽車及汽車零部件，以及美國本土無法供應的能源產品與特定礦物。
部分最高關稅稅率包括：
- 柬埔寨：49%
- 越南：46%
- 斯里蘭卡：44%
- 孟加拉：37%
- 泰國：36%
- 中華人民共和國（含香港、澳門）：34%（原为34%，中国政府宣布同样对美国商品加征34%关税报复后，美国继续追加50%，现为84%[8][9]；另加現行20%稅率）
- 印尼：32%
- 台灣：32%
- 瑞士：31%
- 南非：30%
- 巴基斯坦：29%
- 印度：26%
- 南韓：25%
- 日本：24%
- 歐盟：20%

此外，美國政府亦取消來自中華人民共和國的進口貨物享有的800美元免關稅門檻，並計劃在行政機構具備處理能力後，進一步對其他國家取消該門檻。此措施將於2025年5月2日正式生效。
美國未對俄羅斯、白俄羅斯、古巴、朝鮮、加拿大、墨西哥、布基納法索、塞舌爾、索馬里及梵蒂岡徵收新一輪關稅。白宮新聞秘書卡羅琳·萊維特稱，俄羅斯之所以未被加徵關稅，是因為現行美國制裁已經導致兩國貿易幾乎停滯，不再具「實質性意義」。然而，2024年美俄雙邊貿易額仍達35億美元，超過此次被徵收關稅的毛里求斯與汶萊。萊維特進一步指出，白俄羅斯、古巴與朝鮮的關稅與制裁本已處於高位，而加拿大與墨西哥早在先前已被徵收25%的關稅。敘利亞則成為特例，儘管該國已受美國制裁20年，仍被額外徵收41%的「解放日關稅」。
此外，白宮的受影響地區名單還包括一些鮮為人知的地區，例如澳洲無人居住領土赫德島與麥克唐納群島。而澳洲領土諾福克島則被加徵29%關稅，儘管該島人口僅約2000人，而澳洲本土則維持10%的關稅。同樣被徵收10%關稅的還有英屬印度洋領地，該地人口約3000人，主要為駐紮於迪戈加西亞島的美英軍事人員及承包商。
在所有受影響地區中，最高關稅50%落在萊索托及法國的聖皮埃爾和密克隆群島兩地。特朗普曾形容萊索托是「一個沒人聽過的國家」，而聖皮埃爾和密克隆群島也僅有5000人居住。

## 計算方式
新政策公布後不久，財經記者詹姆斯·蘇羅維茨基指出，特朗普政府的「對等關稅」計算方式，似乎是先將美國對某國的貿易逆差除以該國對美國的出口總額，再將所得數值除以二，以此確定該國應徵收的「對等」關稅率。
不久後，美國貿易代表署在官網上正式發布了其貿易壁壘計算公式，結果與蘇羅維茨基描述的公式一致。該公式中納入兩項係數：彈性係數（ε = 4）和調整係數（φ = 0.25），但兩者相乘後得出ε × φ = 1，最終在整體計算過程中未產生任何實際影響。公式如下：
{\displaystyle \Delta \tau _{i}={\frac {x_{i}-m_{i}}{\varepsilon \cdot \varphi \cdot m_{i}}}}
該部門解釋，關稅的設計目標，是根據雙邊貿易逆差計算出「平衡」所需的關稅稅率，最終使美國與各貿易夥伴的貿易逆差歸零。一名白宮官員則向《紐約郵報》表示，這項政策的核心理念是：「美國對某國的貿易逆差，反映出該國所有貿易行為與作弊（不公平競爭行為）的總和。」
然而，《政客》報導指出，許多經濟學家認為，特朗普政府制定的關稅稅率，與各國對美國商品與服務的實際貿易壁壘關聯甚微。
《華盛頓郵報》報導指，這項公式在川普總統舉行記者會前不到三小時才拍板。

## 演說
在實施「解放日關稅」的演說中，特朗普將新關稅措施形容為應對「國家緊急狀態」的必要行動，並強調這將推動本土製造業發展，創造更多美國就業機會。他表示：「我們要開始精明起來，讓美國重新變得富有」，並聲稱新政策將為美國帶來「數兆、數兆美元」，減輕國民稅負，並幫助償還國債。他以1.2萬億美元的貿易逆差為例，指責全球貿易體系對美國不公。
特朗普形容自己的關稅政策是「仁慈的」，並解釋政府實際徵收的關稅僅為根據各國貿易行為計算出的應課稅額的一半。在演說期間，他展示一張圖表，列出各貿易夥伴的「對等關稅」稅率。根據白宮發佈的文件，這些計算考慮「貨幣操縱及貿易壁壘」等因素，但政府並未公開具體計算方式。
他向美國的貿易夥伴發出明確訊息：「取消你們的關稅，撤除你們的貿易壁壘。」並將自己的關稅政策概括為：「想讓你的關稅降到零，那就把你的產品在美國生產。」

## 對等關稅稅率一覽
| 受影響國家或地區               | 百分比 |
| ------------------------------ | ------ |
| 阿富汗                         | 10%    |
| 阿爾巴尼亞                     | 10%    |
| 阿爾及利亞                     | 30%    |
| 安道爾                         | 10%    |
| 安哥拉                         | 32%    |
| 安圭拉                         | 10%    |
| 安提瓜和巴布達                 | 10%    |
| 阿根廷                         | 10%    |
| 亞美尼亞                       | 10%    |
| 阿魯巴                         | 10%    |
| 澳洲                           | 10%    |
| 阿塞拜疆                       | 10%    |
| 巴哈馬                         | 10%    |
| 巴林                           | 10%    |
| 孟加拉                         | 37%    |
| 巴巴多斯                       | 10%    |
| 伯利茲                         | 10%    |
| 貝寧                           | 10%    |
| 百慕達                         | 10%    |
| 不丹                           | 10%    |
| 玻利維亞                       | 10%    |
| 波斯尼亞和黑塞哥維那           | 35%    |
| 博茨瓦納                       | 37%    |
| 巴西                           | 10%    |
| 英屬印度洋領地                 | 10%    |
| 英屬維爾京群島                 | 10%    |
| 汶萊                           | 24%    |
| 蒲隆地                         | 10%    |
| 維德角                         | 10%    |
| 柬埔寨                         | 49%    |
| 喀麥隆                         | 11%    |
| 開曼群島                       | 10%    |
| 中非共和國                     | 10%    |
| 乍得                           | 13%    |
| 智利                           | 10%    |
| 中華人民共和國（含香港、澳門） | 34%    |
| 聖誕島                         | 10%    |
| 科科斯（基林）群島             | 10%    |
| 哥倫比亞                       | 10%    |
| 葛摩                           | 10%    |
| 庫克群島                       | 10%    |
| 哥斯大黎加                     | 10%    |
| 科特迪瓦                       | 21%    |
| 庫拉索                         | 10%    |
| 剛果民主共和國                 | 11%    |
| 吉布提                         | 10%    |
| 多米尼克                       | 10%    |
| 多明尼加共和國                 | 10%    |
| 厄瓜多爾                       | 10%    |
| 埃及                           | 10%    |
| 薩爾瓦多                       | 10%    |
| 赤道幾內亞                     | 13%    |
| 厄立特里亞                     | 10%    |
| 史瓦濟蘭                       | 10%    |
| 埃塞俄比亞                     | 10%    |
| 歐盟                           | 20%    |
| 福克蘭群島                     | 41%    |
| 斐濟                           | 32%    |
| 法屬圭亞那                     | 10%    |
| 法屬波利尼西亞                 | 10%    |
| 加彭                           | 10%    |
| 岡比亞                         | 10%    |
| 格魯吉亞                       | 10%    |
| 加納                           | 10%    |
| 直布羅陀                       | 10%    |
| 格林納達                       | 10%    |
| 瓜德羅普                       | 10%    |
| 危地馬拉                       | 10%    |
| 幾內亞比索                     | 10%    |
| 幾內亞                         | 10%    |
| 圭亞那                         | 38%    |
| 海地                           | 10%    |
| 赫德島和麥克唐納群島           | 10%    |
| 洪都拉斯                       | 10%    |
| 冰島                           | 10%    |
| 印度                           | 26%    |
| 印尼                           | 32%    |
| 伊朗                           | 10%    |
| 伊拉克                         | 39%    |
| 以色列                         | 17%    |
| 牙買加                         | 10%    |
| 日本                           | 24%    |
| 約旦                           | 20%    |
| 哈萨克斯坦                     | 27%    |
| 肯尼亚                         | 10%    |
| 基里巴斯                       | 10%    |
| 科索沃                         | 10%    |
| 科威特                         | 10%    |
| 吉尔吉斯斯坦                   | 10%    |
| 老撾                           | 48%    |
| 黎巴嫩                         | 10%    |
| 萊索托                         | 50%    |
| 利比里亞                       | 10%    |
| 利比亞                         | 31%    |
| 列支敦斯登                     | 37%    |
| 馬達加斯加                     | 47%    |
| 馬拉威                         | 17%    |
| 馬來西亞                       | 24%    |
| 馬爾代夫                       | 10%    |
| 馬里                           | 10%    |
| 馬紹爾群島                     | 10%    |
| 馬提尼克                       | 10%    |
| 茅利塔尼亞                     | 10%    |
| 模里西斯                       | 40%    |
| 馬約特                         | 10%    |
| 密克羅尼西亞                   | 10%    |
| 摩爾多瓦                       | 31%    |
| 摩納哥                         | 10%    |
| 蒙古                           | 10%    |
| 黑山                           | 10%    |
| 蒙特塞拉特                     | 10%    |
| 摩洛哥                         | 10%    |
| 莫桑比克                       | 16%    |
| 緬甸                           | 44%    |
| 納米比亞                       | 21%    |
| 瑙魯                           | 30%    |
| 尼泊爾                         | 10%    |
| 紐西蘭                         | 10%    |
| 尼加拉瓜                       | 18%    |
| 尼日爾                         | 10%    |
| 尼日利亞                       | 14%    |
| 諾福克島                       | 29%    |
| 北馬其頓                       | 33%    |
| 挪威                           | 15%    |
| 阿曼                           | 10%    |
| 巴基斯坦                       | 29%    |
| 巴拿馬                         | 10%    |
| 巴布亞新幾內亞                 | 10%    |
| 巴拉圭                         | 10%    |
| 秘魯                           | 10%    |
| 菲律賓                         | 17%    |
| 卡塔爾                         | 10%    |
| 剛果共和國                     | 10%    |
| 留尼旺                         | 37%    |
| 盧安達                         | 10%    |
| 聖赫勒拿                       | 10%    |
| 聖克里斯多福及尼維斯           | 10%    |
| 聖露西亞                       | 10%    |
| 聖皮埃爾和密克隆群島           | 50%    |
| 聖文森及格瑞那丁               | 10%    |
| 薩摩亞                         | 10%    |
| 聖馬利諾                       | 10%    |
| 聖多美和普林西比               | 10%    |
| 沙地阿拉伯                     | 10%    |
| 塞內加爾                       | 10%    |
| 塞爾維亞                       | 37%    |
| 塞拉利昂                       | 10%    |
| 新加坡                         | 10%    |
| 荷屬聖馬丁                     | 10%    |
| 所羅門群島                     | 10%    |
| 南非                           | 30%    |
| 韓國                           | 25%    |
| 南蘇丹                         | 10%    |
| 斯里蘭卡                       | 44%    |
| 蘇丹                           | 10%    |
| 蘇利南                         | 10%    |
| 斯瓦巴和揚馬延                 | 10%    |
| 瑞士                           | 31%    |
| 敘利亞                         | 41%    |
| 中華民國（台灣）               | 32%    |
| 塔吉克斯坦                     | 10%    |
| 坦桑尼亞                       | 10%    |
| 泰國                           | 36%    |
| 東帝汶                         | 10%    |
| 多哥                           | 10%    |
| 托克勞                         | 10%    |
| 湯加                           | 10%    |
| 特立尼達和多巴哥               | 10%    |
| 突尼斯                         | 28%    |
| 土耳其                         | 10%    |
| 土库曼斯坦                     | 10%    |
| 特克斯和凯科斯群岛             | 10%    |
| 圖瓦盧                         | 10%    |
| 烏干達                         | 10%    |
| 烏克蘭                         | 10%    |
| 阿聯酋                         | 10%    |
| 英國                           | 10%    |
| 烏拉圭                         | 10%    |
| 乌兹别克斯坦                   | 10%    |
| 瓦努阿圖                       | 22%    |
| 委內瑞拉                       | 15%    |
| 越南                           | 46%    |
| 也門                           | 10%    |
| 贊比亞                         | 17%    |
| 津巴布韋                       | 18%    |

## 關稅反應

### 金融市場
金融市場對新關稅政策作出強烈負面反應。S&P 500指數期貨在正常交易時段曾上漲0.7%，但在特朗普公佈消息後，隨即急挫超過3%。日本日經平均指數期貨亦下跌約2%。韩国综合股价指数大跌近5%，S&P/ASX 200 指数跌6.3%。
關稅宣布時台灣適逢清明連假，4月7日台股首日開盤台灣加權指數便無量崩跌2065點，跌幅9.7%，宣洩兩日假期賣壓，同時寫下台股歷史最大跌點及跌幅，上市櫃共1702家跌停，台指期貨及台積電開盤即跳空跌停一字鎖死，4月8日及9日台股也分別下跌700逾點及1000逾點，三天累積跌幅達到18.35%，國安基金亦於9日宣布進場護盤。中港股市也大跌。
金融分析師對關稅幅度感到震驚。Academy Securities宏觀戰略主管彼得·奇爾形容這些關稅「遠超市場預期」，並直言這項宣佈是「一場災難」。亦有分析認為，高關稅可能只是談判策略的起始點，而非長期政策。

### 美國國內

#### 政界

##### 川普政府
美國財政部長斯科特·貝森特於4月2日警告「各國」：「不要採取報復行動，先觀望情勢發展，看看結果如何。因為如果選擇報復，局勢將進一步升級。」
4月3日，在股市大幅下跌後，總統特朗普仍樂觀表示，關於關稅問題，當前形勢「進展順利」，並宣稱：「市場將會繁榮，股市將會繁榮，國家將會繁榮。」
白宫将原定于4月9日实施的关税上调推迟90天，並打算與各國就關稅進行谈判。截至6月，美国已与英国和中国达成貿易协议，但美國未撤銷針對他國的关税。7月8日推遲的期限到期前夕，美國又將关税上調日期推遲至8月1日。

##### 其他
在白宮外，典禮結束後，抗議者聚集示威，高舉標語，部分標語印有大富翁先生角色，並批評新政策實際上是「將消費者的金錢解放給富人」。
民主黨參議員普遍反對新關稅。俄勒岡州參議員榮·懷登批評關稅是「對幾乎所有家庭必需品的徵稅」，認為這不但無助於振興美國製造業，也無法改善工薪階層的生活。
華盛頓州眾議員、民主黨國會競選委員會主席蘇珊·戴貝尼則將關稅視為「混亂與失序」的一部分，並質疑總統是否應該擁有單方面決定這類政策的權力。
共和黨領導層大體上支持總統的關稅政策，但亦承認短期內經濟可能受衝擊。路易斯安那州眾議院議長邁克·約翰遜強調，儘管初期會帶來挑戰，但最終「這項政策對美國人來說是合理的，並將惠及所有人」。
紐約州州長凱西·霍赫爾批評關稅措施是「對辛勤工作的紐約人來說，這不過是一項魯莽的稅收」，並警告此舉將嚴重衝擊紐約州經濟，尤其是依賴加拿大遊客的企業。
前美國副總統邁克·彭斯更批評，這是「美國和平時期史上最大規模的加稅」，並指出這些關稅的規模「幾乎是特朗普—彭斯政府時期的10倍」，恐令美國家庭每年額外負擔$3500美元。

#### 法律界
5月29日，美國國際貿易法院裁定，国际紧急经济权力法並未規定總統可以對幾乎所有國家徵收關稅，特朗普政府應該在10天之內取消解放日關稅。但在次日美国联邦巡回区上诉法院就恢復總統川普的解放日關稅。

#### 商界
美國商界與專家對關稅可能帶來的通脹與供應鏈問題表達憂慮。全國零售聯合會發表聲明警告，新關稅將「進一步加劇美國企業與消費者的焦慮與不確定性」，並強調最初承擔成本的將是美國進口商，而非外國供應商或政府。
全國製造商協會則警告，大規模關稅將威脅美國就業、供應鏈與投資，進一步削弱美國「作為全球製造業強國的競爭力與領導地位」。
全國餐廳協會亦表達憂慮，指關稅可能帶來「劇變與混亂」，令餐飲業者難以維持生計，特別是食品與包裝成本很可能上升。
自由意志主义智庫加圖研究所的經濟學者則警告稱，此次關稅水平已接近1930年《斯姆特-霍利關稅法案》的水平，而該法案普遍被認為加劇大蕭條。

### 國際
- 阿根廷：總統哈維爾·米萊是特朗普堅定支持者，他在Twitter／X上發佈Queen樂隊的歌曲Friends Will Be Friends（英语：Friends Will Be Friends），慶祝美國對阿根廷徵收的關稅，暗示10%的低稅率是來自他與特朗普的友誼[36][37]。然而，他的貼文在阿根廷引發爭議，因為當天正值「馬爾維納斯戰爭老兵與陣亡者日」，而他卻選擇播放來自英國樂隊的歌曲[36]。雖然米萊政府官員聲稱這是阿根廷獲得的優惠待遇，但美國同樣對巴西、智利和哥倫比亞這些政治立場偏左的國家實施相同的10%關稅[38]。

- ：總理安東尼·艾班尼斯批評美國對澳洲徵收10%關稅「毫無邏輯」，稱「真正的對等關稅應該是零」。他形容此舉「不是朋友該有的行為」，但強調澳洲不會立即報復[1]。

- 巴西：外交部指出，美國對巴西徵收10%關稅「不符合現實」，並強調美國在過去15年來對巴西的累計貿易順差高達4100億美元[1]。

- 加拿大：總理馬克·卡尼表示：「這是一場悲劇，但也是我們必須面對的新現實。我們將以堅定決心和強硬手段作出回應。加拿大是一個自由、主權獨立且充滿抱負的國家。」他隨後承諾，將對所有從美國進口的汽車加徵25%關稅[39][40]。

- 智利：總統加夫列爾·博里奇在印度與商界領袖會面時表示，他「遺憾」美國單方面加徵關稅，並指政府正評估影響，同時尋求貿易多元化，以減少對美國決策的依賴。他指出，目前銅和木材等重要出口商品未受影響[38]。

- 中华人民共和国：中國政府發表簡短聲明，警告保護主義「沒有出路」，貿易戰「沒有贏家」[10]。外交部發言人郭嘉昆稱：「這些關稅嚴重違反世界貿易組織規則，破壞全球以規則為基礎的多邊貿易體系。中國堅決反對，並將採取必要措施，維護自身的合法權益[40]。」中國政府宣佈將對美國產品徵收34%的關稅作為報復[41]。

- 欧盟：歐盟委員會主席烏爾蘇拉·馮德萊恩批評新關稅對歐盟造成「嚴重打擊」，並警告歐洲已準備好回應[42]。

- 愛爾蘭：總理米歇爾·馬丁表示，這些措施「毫無正當理由」，並呼籲歐盟作出「適當的」回應[3]。

- 義大利：總理喬治亞·梅洛尼形容美方對歐盟的關稅「是錯誤的」，並承諾將努力達成協議，避免貿易衝突[10]。

- 日本：經濟產業大臣武藤容治形容關稅「極為遺憾」，並表示將持續爭取美國對日本豁免關稅[43]。

- 瑞士：總統卡琳·凱勒-祖特爾表示，瑞士已「注意到」美方施加的31%關稅，並將「迅速評估應對措施」，強調瑞士「將以長遠經濟利益為優先」，同時維持「忠於國際法與自由貿易的核心價值」[1]。

- 臺灣：行政院對川普的關稅表示「強烈不合理」，表示他們不瞭解32%關稅的計算方法，並將尋求在美國華盛頓的談話中討論。[44]4月6日，總統賴清德在演說影片中表示政府將與美國進行談判改善關稅，並且給予受關稅政策影響的產業必要的支援。[45]4月7日，行政院長卓榮泰邀集立法院朝野黨團幹部前往行政院會商，針對美國對台灣加徵關稅所引發的影響進行討論。[46]

- 越南：工業與貿易部（英语：Ministry of Industry and Trade (Vietnam)）批評，美方對越南徵收46%的「對等關稅」是「不公平的」且「缺乏科學依據」，並指出越南的最惠國進口稅率平均僅為9.4%，與美國指控越南的90%稅率相去甚遠[47]。與此同時，總理范明正召開緊急內閣會議，指派兩名副總理負責快速應對小組，並任命一名政府特使處理與美方的交涉[48]。在另一項行動中，越南共產黨總書記蘇林與川普通電話，提出越南對美國商品徵收「0%」關稅，以換取降低及取消對越南的關稅，川普已公開表示感謝。[49][50]

- 马来西亚：馬來西亞首相安華對於美國課徵對等關稅表達關切，強調這項舉措對全球金融市場造成震盪，雖然馬來西亞的股市跌幅相對較小，但仍受到影響。安華呼籲國人團結一致，並以面對新冠疫情時的精神作為借鑑，攜手渡過經濟難關。他表示已主動透過個人管道接觸美國高層，外交部也展開行動，嘗試展開談判，以緩和當前情勢。[51]

- 新加坡：新加坡總理黃循財透過影片指出美國的新關稅政策象徵全球貿易秩序的重大轉變，對依賴自由貿易的新加坡而言構成深遠威脅。他將此政策視為對WTO體系的重大打擊，擔憂其他國家效仿將導致全球貿易架構崩解。黃總理強調新加坡不會採取報復措施，認爲報復性連鎖效應可能引爆全面貿易戰。[52]

- 东南亚国家联盟：馬來西亞代表東盟表明不會對美國關稅措施進行報復，並強調將持續與各成員國商討因應策略。[53]